# 南砺市民病院
南砺市民病院（なんとしみんびょういん）は、富山県南砺市井波にある南砺市立の医療機関。

## 沿革
出典
- 1953年 昭和28年
  - 3月 組合立井波厚生病院開設5診療科（内科、外科、小児科、耳鼻咽喉科、産婦人科）32床
  - 5月 眼科開設（昭和31年7月廃止）
  - 7月 病床数変更（一般47床）
- 1955年 昭和30年
  - 2月 結核病棟開設（50床）
- 1958年 昭和33年
  - 4月 伝染病棟増築工事竣工（10床）
- 1960年 昭和35年
  - 4月 産婦人科廃止
- 1961年 昭和36年
  - 7月 耳鼻咽喉科閉鎖
- 1965年 昭和40年
  - 1月 病床数変更（一般50床、結核20床、伝染10床）
- 1968年 昭和43年
  - 4月 耳鼻咽喉科再開設
- 1969年 昭和44年
  - 3月 病床数変更（一般50床、伝染10床）
- 1970年 昭和45年
  - 11月 新築移転 現在位置(井波町井波938番地)にて新築移転 50床となる。
- 1974年 昭和49年
  - 6月 循環器科開設
  - 7月 人間ドック開設
- 1975年 昭和50年
  - 5月 整形外科開設
  - 10月 第一次増築工事竣工(一般80床に増床)
- 1977年 昭和52年
  - 5月 脳神経外科開設
- 1979年 昭和54年
  - 4月 放射線科、眼科開設
- 1980年 昭和55年
  - 2月 コンピューター断層撮影装置（ＣＴ）導入
- 1981年 昭和56年
  - 9月 増築工事(120床に増床) 第二次増築工事竣工(一般120床に増床、２病棟制実施)
- 1983年 昭和58年
  - 4月 泌尿器科開設
- 1985年 昭和60年
  - 6月 皮膚科開設
- 1987年 昭和62年
  - 10月 大型コンピュータ導入（システム3100-70型）
- 1988年 昭和63年
  - 9月 MRI棟を増築し,MRI(核磁気共鳴診断装置)を導入
- 1989年 平成元年
  - 4月 循環器科を新設
- 1990年 平成2年
  - 9月 病院増改築工事着工
- 1992年 平成4年
  - 3月 胃腸科、脳神経外科、理学診療科を新設
  - 4月 産婦人科を新設 公立井波総合病院に名称変更。総合医療情報システムの導入
  - 5月 病院増改築工事完成。第三次病院増改築工事竣工。
  - 6月 病床数変更（一般180床）
  - 9月 人工透析室を新設（5床）
- 1994年 平成6年
  - 4月 井波町在宅介護支援センターを併設
  - 9月 人工透析室改修工事完成（5床→10床）
  - 10月 新看護体制2.5：1、看護補助10：1を採用
- 1996年 平成8年
  - 3月 デジタルX線テレビ装置の導入
- 1997年 平成9年
  - 4月 肛門科、心療内科、精神科を新設　骨密度測定装置を導入
- 平成10年
  - 2月 第３手術室増築工事竣工
  - 4月 新オーダリングシステム（患者総合情報システム）を導入 診療材料管理にSPD方式採用
  - 12月 総合相談窓口運用開始
- 1999年 平成11年
  - 3月 ＭＲＩ更新
  - 10月 井波町訪問看護ステーションを併設
- 2000年 平成12年
  - 4月 井波町ホームヘルプステーションを併設 井波町訪問リハビリテーションセンターを併設
- 2001年 平成13年
  - 10月 ㈶日本医療機能評価機構の認定（一般病院種別Ａ）を受ける
- 2002年 平成14年
  - 4月 職種別ユニフォームの導入
  - 10月 電子カルテシステム運用開始
  - 12月 電子レセプトシステム稼動
- 2003年 平成15年
  - 4月 地域福祉支援センター開設
  - 5月 電子媒体によるレセプト提出開始
  - 10月 バーコード照会による注射実施システム
- 2004年 平成16年
  - 1月 デイケアセンター開設 透析センターを10床から15床に拡大
  - 3月 第四次病院増改築工事竣工 新病院完成図 産婦人科を婦人科に変更（産科診療の休止）
  - 4月 真空調理・病棟配膳の本格運用開始
  - 7月 ＤＰＣ試行的病院となる
  - 9月 回復期リハビリテーション病棟基準の取得
  - 11月 町村合併により南砺市発足。病院名を「南砺市民病院」に改める。
- 2005年 平成17年
  - 6月デジタル乳房Ｘ線診断装置（マンモグラフィ）導入
- 2006年 平成18年
  - 4月 職種別ユニフォーム更新（ナースキャップの廃止など） ＤＰＣ対象病院に
  - 11月 ㈶日本医療機能評価機構の認定更新
- 2007年 平成19年
  - 3月　マルチスライス方式コンピュータ断層撮影装置導入（64スライスＣＴ）
  - 4月　レセプトオンライン請求開始
  - 10月　看護体制７：１取得
- 2008年 平成20年
  - 4月 診療情報連携システム「南砺医療ネット」稼動
- 2009年 平成21年
  - 4月 南砺市立医療機関の電子カルテの統合完了
  - 6月 院内保育所「カルガモ広場」を開設
  - 9月 「多目的デジタルＸ線テレビシステム導入
- 2010年 平成22年
  - 3月 第２救急室「増築工事」完成
  - 7月 呼吸器内科、消化器内科、腎臓内科、糖尿病・代謝・内分泌内科を新設（21科となる）。循環器科を循環器内科、胃腸科を消化器外科、肛門科を肛門外科に名称変更。
  - 11月 「難病医療協力病院」に指定　「耐震化整備指定医療機関」に指定
  - 12月 院内保育所「カルガモ広場」を拡張
- 2011年 平成23年
  - 2月 日本静脈経腸栄養学会「ＮＳＴ専門療法士認定教育施設」に認定
  - 7月 泌尿器科の常勤化
  - 9月 歯科口腔外科を新設（22科となる）
  - 11月 「(財)日本医療機能評価機構」の認定更新
- 2012年 平成24年
  - 4月「日本腎臓学会研修施設」に認定
- 2013年 平成25年
  - 2月 耐震化施設整備事業「西棟完成」耐震化施設整備事業に伴う許可病床数「175床」
  - 4月 「となみ野メディカルネット」導入（砺波医療圏医療情報連携システム）
- 2014年 平成26年
  - 2月 「医療情報システム（新版電子カルテ）」導入
  - 4月 「臨床教育・研究センター」設置
  - 9月 耐震化施設整備事業竣工 （病院見学会開催） 耐震化施設整備事業完成
- 2015年 平成27年
  - 4月	「化学療法室」設置
  - 6月	「臨床倫理委員会」設置
  - 11月 「特殊外来」開設
- 2016年 平成28年
  - 4月 「呼吸器センター」設置
  - 10月 患者総合支援センター設置
- 2018年 平成30年
  - 4月 「小児外科」「血液内科」標榜。富山大学附属病院地域医療支援サテライトセンターの開設（富山大学附属病院と連携）、こども医療センターの設置
  - 7月 病理診断科の開設
  - 10月 お通じ外来の設置
- 2019年 平成31年
  - 2月 看護師特定行為研修病院の指定
  - 4月日本肝臓学会「日本肝臓病学会関連施設」に認定
- 2019年 令和元年
  - 10月 院内に病児保育「ぽけっと」開設（南砺市教育委員会こども課）
- 2020年 令和2年
  - 3月 CT装置更新
  - 4月 プレホスピタルケアセンターの設置 ドクターカー運用開始
  - 10月 総合診療専門研修プログラムの認定
- 2021年 令和3年
  - 1月 日本消化器病学会「日本消化器病学会認定施設」に認定

## 医療機関指定
出典
| 保険医療機関                                             | 国民健康保険療養取扱機関                                        |
| 労災保険指定医療機関                                     | 労災保険二次健診等給付機関                                      |
| 結核予防法指定医療機関                                   | 生活保護指定医療機関                                            |
| へき地医療拠点病院                                       | 救急告示病院（第二次救急医療）                                  |
| 被爆者一般疾病医療取扱病院                               | 障害者自立支援法指定医療機関                                    |
| 難病医療協力病院                                         | 管理型臨床研修指定病院、日本医療機能評価機構認定病院            |
| 指定居宅サービス事業者（通所リハビリテーション）         | 地域包括医療・ケア認定施設                                      |
| 日本内科学会認定医制度教育関連施設                       | 日本外科学会専門医制度関連施設                                  |
| 日本整形外科学会専門医制度研修施設                       | 日本眼科学会専門医制度研修施設                                  |
| 日本泌尿器科専門医教育施設                               | 日本口腔外科学会専門医認定関連研修施設                          |
| 日本病理学会研修登録施設                                 | 日本栄養療法推進協議会（栄養サポートチーム）ＮＳＴ稼働施設      |
| 日本静脈経腸栄養学会（栄養サポートチーム）ＮＳＴ稼働施設 | 薬学生長期実務実習受入施設                                      |
| 原子力災害医療協力機関                                   | 指定小児慢性特定疾病医療機関                                    |
| 特定医療（指定難病）指定医療機関                         | 新型コロナウィルス感染症協力医療機関、 日本消化器病学会認定施設 |
| 日本肝臓学会関連施設                                     |                                                                 |

## 診療科
- 内科
- 心療内科
- 呼吸器内科
- 消化器内科
- 循環器内科
- 腎臓内科(人工透析)
- 糖尿病・代謝・内分泌内科
- 精神科
- 小児科
- 外科
- 消化器外科
- 整形外科
- 脳神経外科
- 皮膚科
- 泌尿器科
- 肛門外科
- 婦人科
- 眼科
- 耳鼻咽喉科
- リハビリテーション科
- 放射線科
- 歯科口腔外科

## 交通アクセス
- JR城端線で福野駅下車、加越能バス（庄川行き）約13分、北川にて下車、徒歩３分